# Iamblichos (romanförfattare)
Iamblichos var en syrisk-grekisk författare verksam under 100-talet e.Kr.. Han räknas som en av de äldsta grekiska skönlitterära författarna.
Iamblichos var bördig från Syrien eller Babylonien och var verksam på Marcus Aurelius' och Sohaemus av Armeniens tid. Han författade bland annat under titeln Babyloniaka (Βαβυλωνιακά, "Babyloniska berättelser") en kärleksberättelse, fylld av sällsamma äventyr. Den handlar om Rhodanes och Sinonis, i många böcker. Ett utdrag därav är bevarat hos Fotios (utgiven i Rudolf Herchers Scriptores erotici græci).